# 芦屋市立図書館
芦屋市立図書館（あしやしりつとしょかん）は、日本の兵庫県芦屋市にある公立図書館。本館の他、分室が2か所設置されている。
2015年度の図書館費は1億400万228円、図書購入費は2355万3512円だった。2015年度末時点の蔵書数は381,760冊だった。2016年4月1日時点の芦屋市の人口は94,903人、2015年度の貸出冊数は770,452冊であり、1人あたり貸出冊数は8.1冊だった。

## 特色

### 運営規則の変遷
1954年（昭和29年）に打出小槌町に移転した際の開館時間は9時から17時までであり、児童室は13時から16時30分までだった。1963年（昭和38年）に館外貸出を開始した際の貸出冊数は1冊、貸出期間は1週間であり、館外貸出は小学2年生以上が対象だった。1968年（昭和43年）5月1日には貸出規則を一部改正し、貸出冊数を2冊に、館外貸出の対象を小学生以上とした。「阪神地区公共図書館相互協力に関する覚書」に調印して相互貸借を開始した1976年（昭和51年）10月からは貸出冊数を4冊、貸出期間を2週間に変更し、同時に芦屋市民センターに公民館図書室を開設した。
1987年（昭和62年）に伊勢町に移転した際の開館時間は、平日が9時30分から18時、休日が9時30分から17時であり、火曜・祝日・年末年始・特別整理日を休館日とした。貸出冊数は4冊であり、貸出期間は2週間である。1994年（平成6年）5月1日には運営方法を一部変更し、週の定期休館日を火曜日から月曜日に、月の定期休館日を第一火曜日としたほか、貸出冊数を4冊から6冊に増やした。打出分室・大原分室の開館日を月曜・水曜・金曜・土曜から水曜・木曜・金曜・土曜に変更し、それぞれの閉館時間を16時30分から17時に遅らせた。
阪神・淡路大震災翌年の1996年（平成8年）4月1日には貸出冊数制限を撤廃した。2001年（平成13年）頃からは芦屋市の財政難により図書費などが削減されており、2007年（平成19年）4月1日には本館の開館時間を従来より短縮する変更（10時から18時まで）を行った。なお、現在は本館の開館時間は、平日（火曜日～金曜日）が9時30分～19時、土曜日・日曜日・祝日が9時30分～18時となっている。

### 広域貸出
1966年（昭和41年）、尼崎市立図書館・西宮市立図書館・伊丹市立図書館と合わせた4館で、阪神地区公共図書館協議会（阪図協）を設立して議論を行っていたが、10年後の1976年（昭和51年）2月6日には「阪神地区公共図書館相互協力に関する覚書」に調印し、図書館資料の相互貸借を開始した。
1991年（平成3年）4月1日には阪神7市1町広域利用システムの運用を開始し、阪神地区公共図書館協議会に加盟する西宮市・宝塚市・尼崎市・伊丹市・川西市・三田市・川辺郡猪名川町の在住・在勤・在学者への広域貸出を開始した。図書館の立地状況などに起因する課題もあったが、画期的な取り組みとして注目を集めた。

## 歴史

### 芦屋仏教会館時代(1949-1954)
兵庫県芦屋市は神戸市と西宮市という大規模自治体に挟まれた、東西約2km・南北約9kmと南北方向に細長い自治体である。芦屋市立図書館の組織は1949年（昭和24年）5月1日に創設された。前田町の芦屋仏教会館の一角を間借りし、5月6日には198m2の床面積で閲覧を開始している。1950年（昭和25年）には芦屋読書人クラブが結成されている。

### 打出小槌町時代(1954-1987)

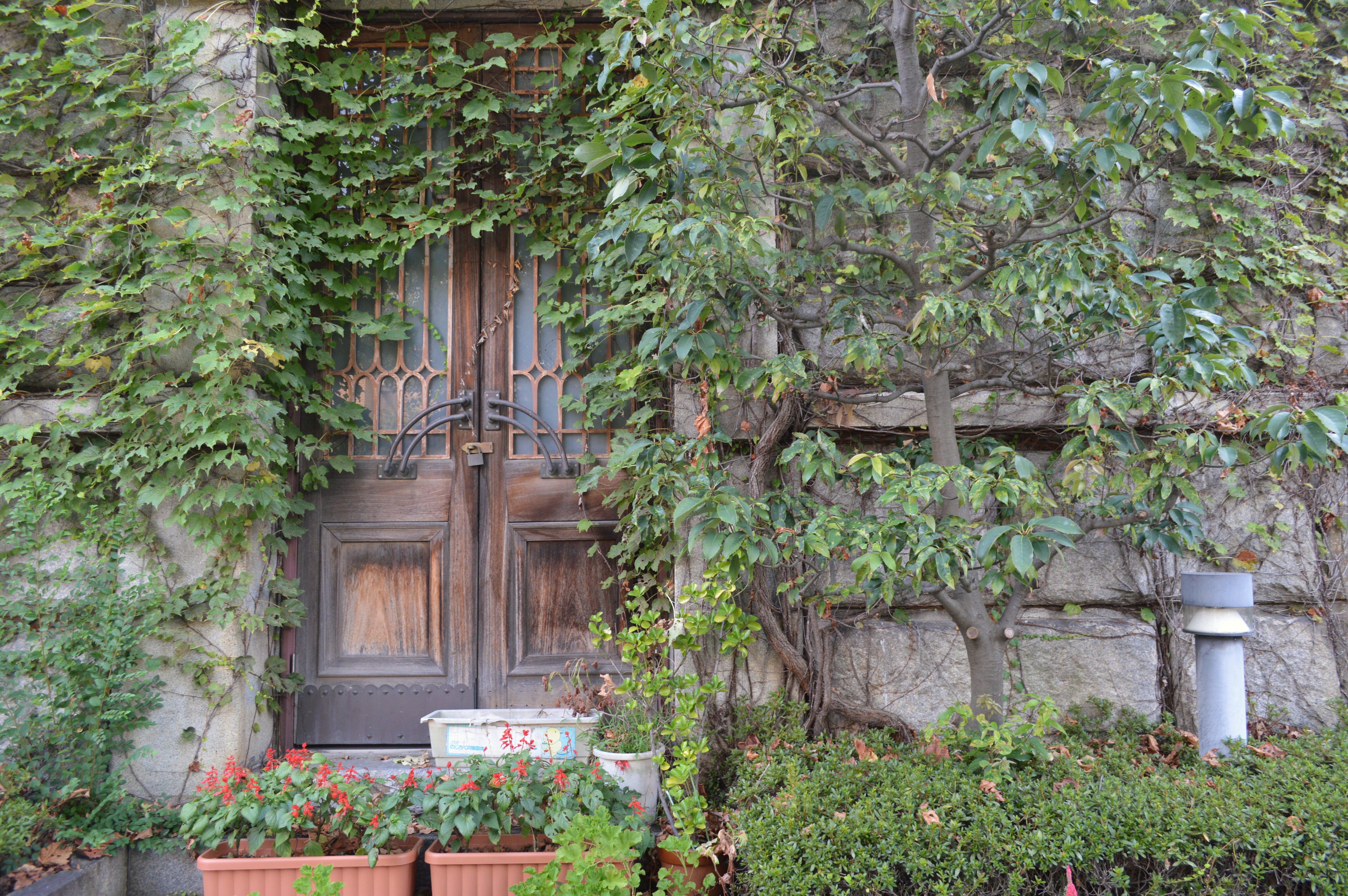
打出分室の正面

図書館と名付けられたとはいえ、実態としては小規模な図書室の形であったため、市民の間では専用棟を持つ図書館設置を求める声が高まった。1953年（昭和28年）1月には打出小槌町の用地と建物を買収し、1954年（昭和29年）2月11日にはこの建物に移転、2月17日にはこの建物での閲覧を開始した。8月20日には鉄筋2階建ての書庫が完成。1950年にはスポーツ資料収集家の田尾栄一から資料を寄贈されており、1955年（昭和30年）4月17日には1,148冊の「田尾スポーツ文庫」の閲覧を開始した。
1962年（昭和37年）6月1日には開架室を新設して閲覧を開始し、1年後の1963年（昭和38年）6月1日には館外貸出を開始。1964年（昭和39年）には芦屋市立小槌幼稚園を建設するために図書館用地の一部を割譲している。1965年（昭和40年）6月14日には専用車による移動図書館の運行を開始した。1967年（昭和42年）11月16日には芦屋市民会館・竹園集会所・打出集会所・翠ヶ丘集会所の4か所に委託の分室を設置した。
毎年5月1日は図書館創立記念日として休館していたが、1970年（昭和45年）3月27日には創立記念日も開館とし、さらに館外貸出対象の年齢制限を廃止した。1972年（昭和47年）6月1日には貸出方式にブラウン方式（変形）を採用し、館内に冷房設備を設置。1973年（昭和48年）1月20日には407冊の「松本幸雄バスケットボール文庫」を設置した。同年3月1日には図書の予約制度を、4月20日にはコピーサービスを開始し、1974年（昭和49年）10月24日には入館証を廃止して館内利用証とした。
1983年（昭和58年）7月19日には「新図書館建設準備委員会」を発足させ、1984年（昭和59年）11月19日には「芦屋市立図書館建設準備委員会報告書」をまとめている。報告書をもとに1985年（昭和60年）12月25日には基本設計が策定され、1986年（昭和61年）6月30日には伊勢町で着工、1987年（昭和62年）3月30日に新図書館が竣工した。4月1日から7月7日までは移転作業のために休館している。

### 伊勢町時代(1987-)

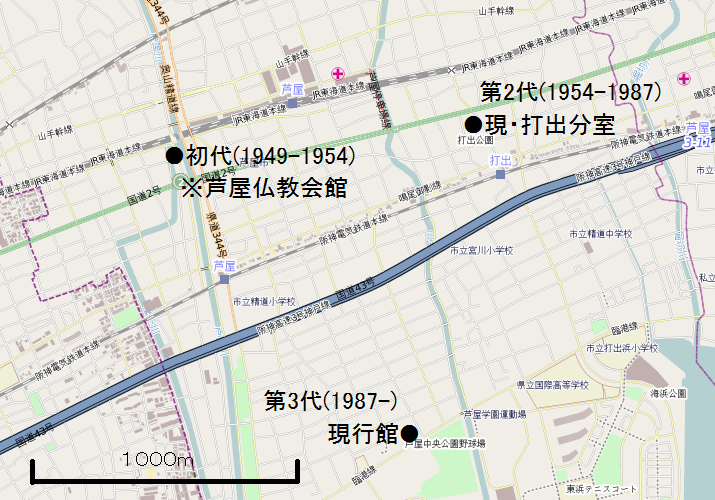
歴代芦屋市立図書館の所在地

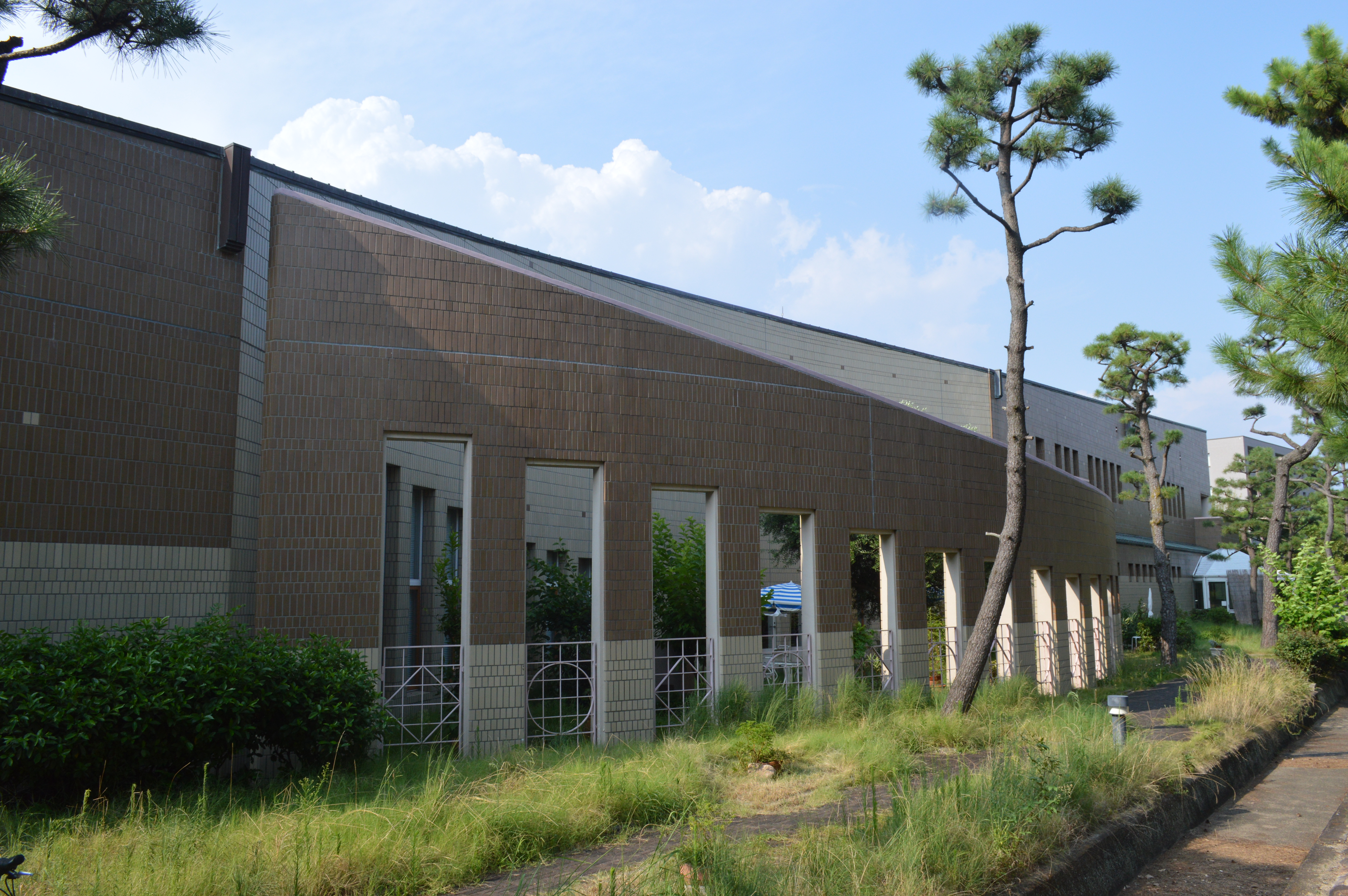
伊勢町時代の建物

#### 新館移転
総工費は10億3784万6800円である。1987年7月7日には伊勢町の新館で開館式を行い、7月8日から館内閲覧を開始した。新館移転とともにAV資料の利用を開始した。1990年（平成2年）12月17日には打出分室を開室させ、1991年（平成3年）6月5日には大原分室を開室させた。1992年（平成4年）には公共建築協会が主催する公共建築賞優秀賞を受賞した。1994年（平成6年）12月15日には1階に集密書庫を設置している。

#### 阪神・淡路大震災

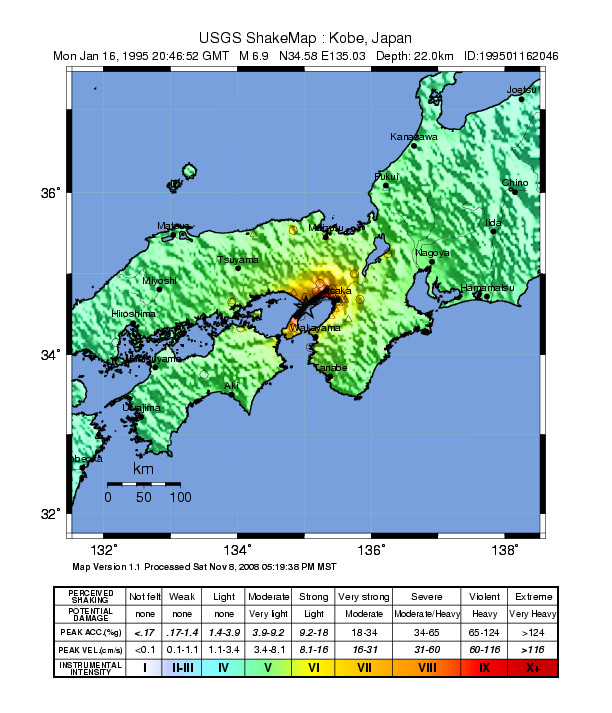
阪神・淡路大震災

1995年（平成7年）1月17日には阪神・淡路大震災が発生。芦屋市内の家屋の49%が全壊または半壊、一部損壊を含めると90%に及び、芦屋市の死亡者は380人に上った。築8年の図書館の基本構造は生き残ったが、壁のひび割れ、はめ込みガラスの破損、床の浮き上がり、丸柱のひび割れ、図書や備品の落下などの被害があった。
地震発生日の午後には図書館避難所特別指定を受け、避難所としての機能に加えて物資配給センターとしても使用された。最大時で116人の避難者を収容しており、2階部分は廊下まで避難者であふれた。図書館職員は全員無事であり、地震発生から一週間後には全職員勤務体制を取っているが、3月7日まで臨時休館となった。被災後には全国から図書の寄贈を受け、芦屋市内の6か所の避難所に「避難所文庫」を、本館の避難所に「24時間図書館文庫」を開設している。
地震発生から50日後の3月8日、本館の図書館業務を10時から17時に短縮して再開した。阪神地区公共図書館協議会を構成する7市1町の中ではもっとも遅い業務再開だった。5月9日には9時30分から18時という通常の開館時間に戻っている。4月26日にはステーション数を減らしつつ移動図書館を再開した。図書館業務再開後も避難所としての機能は残っていたが、5月6日にはすべての入居者が退去したことで避難所としての活動を終えた。6月6日には大原分室が再開し、1996年（平成8年）3月27日には打出分室が再開している。

#### 震災後
1996年（平成8年）4月3日には移動図書館車を4台目車両に更新した。1999年（平成11年）9月1日にはインターネットによる蔵書検索(OPAC)と図書のネット予約サービスを開始。2000年（平成12年）7月1日にはデジタル録音図書（デイジー図書）の貸出を開始した。2002年（平成14年）には「子どもの読書活動優秀実践図書館」として文部科学大臣表彰を受けた。2003年（平成15年）3月28日には移動図書館車の運行を終了した。
なお、1996年2月19日には芦屋市立図書館図書館友の会が発足し、2004年（平成16年）10月1日には芦屋図書館ボランティアの会が発足している。

## 本館
1987年（昭和62年）7月8日に開館した芦屋市立図書館はかつての芦屋浜海岸沿いにあり、芦屋市谷崎潤一郎記念館、芦屋市立美術博物館と一続きの文化ゾーンにある。建物の設計は坂倉建築研究所大阪事務所であり、坂倉建築研究所は芦屋市立打出教育文化センター、芦屋市民センター（震災復旧）、芦屋市立美術博物館など芦屋市内でいくつかの作品を手掛けていた。

### 特別コレクション
芦屋市立図書館はスポーツ関連資料の豊富さで知られており、「田尾スポーツ文庫」と「松本幸雄バスケットボール文庫」という特別コレクションがある。

#### 田尾スポーツ文庫
スポーツ全般にわたる研究書・記録・報告書など計1,181冊が「田尾スポーツ文庫」という特別コレクションとなっている。1950年にスポーツ資料収集家の田尾栄一から寄贈を受け、1955年（昭和30年）4月17日に閲覧を開始した。
ホテル経営者の田尾栄一は同志社大学在学時にラグビーを経験しており、生涯を通じてスポーツ資料の収集や研究を行った。約15,000点ものスポーツ資料を収集し、1945年3月13日の大阪大空襲の際には資料のみを大八車に載せて避難させるほどだったという。戦後には資料の保管先を探していたが、元学生横綱でスポーツへの理解が深かった猿丸吉左衛門が市長を務めていたことで、芦屋市への寄贈を決定したとされる。1954年の芦屋市議会会議録によると4,025冊を寄贈したとされ、これは当時の芦屋市立図書館の蔵書数とほぼ同じ数だった。1955年には1,148冊（和書812冊・洋書336冊）の閲覧を開始しているが、約3,000冊がどこに行ったのかは定かでない。田尾の蔵書は芦屋市立図書館のほかに、秩父宮記念スポーツ博物館・図書館、野球殿堂博物館にも保管されているほか、関西大学にも寄贈されたという。

#### 松本幸雄バスケットボール文庫
バスケットボールに関する研究書・指導書・試合の新聞スクラップ帳など計639冊が「松本幸雄バスケットボール文庫」という特別コレクションとなっている。バスケットボール研究者の松本幸雄から寄贈を受け、1973年（昭和48年）1月20日に設置された。
芦屋市は松本の出身地ではないが、当地に田尾スポーツ文庫があったことで、松本の遺族が寄贈先に芦屋市立図書館を選んだという。バスケットボールに関する図書を中心として、体育やスポーツに関する図書、新聞記事のスクラップなども寄贈された。この中には松本幸雄自身による『日本バスケットボール史』（明治期から昭和7年まで）も含まれる。松本の関係者やバスケットボール関係者によってさらに多くの文献が寄贈され、現在の蔵書数は600冊以上となっている。

### 交通アクセス
芦屋駅（JR西日本）、芦屋駅（阪神電鉄）、芦屋川駅（阪急電鉄）、打出駅より阪急バス「中央公園前」バス停下車

## 分室
| 分室     | 所在地                                          | 開館日         | 蔵書数 （2015年度） | 開館時間  | 休館日                                     |
| -------- | ----------------------------------------------- | -------------- | ------------------- | --------- | ------------------------------------------ |
| 本館     | 芦屋市伊勢町12-5                                | 1987年7月8日   | 381,760冊           | 10時-18時 | 月曜日、第1火曜日、 年末年始、特別整理期間 |
| 打出分室 | 芦屋市打出小槌町15-9 （打出教育文化センター内） | 1990年12月17日 | 約23,000冊          | 10時-17時 | 本館の休館日、 日・月・火曜日、祝日        |
| 大原分室 | 芦屋市大原町20-2 （大原集会所内）               | 1991年6月5日   | 約31,000冊          | 10時-18時 | 本館の休館日、 月・火曜日、祝日            |

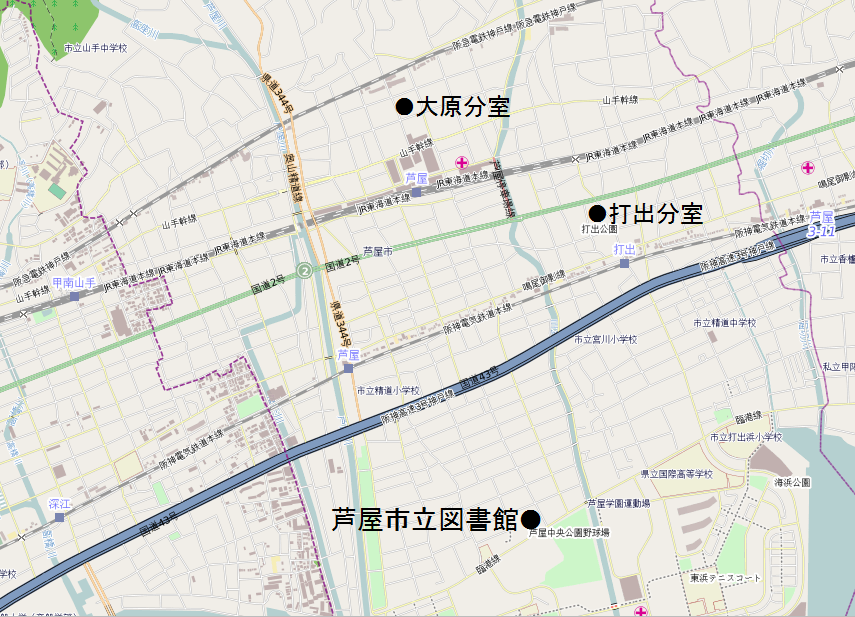
芦屋市立図書館と分室の所在地

芦屋市立図書館本館には打出分室と大原分室が設けられている。1954年（昭和29年）から1987年（昭和63年）まで芦屋市立図書館として使用されていた建物を用いて、1990年（平成2年）12月17日には打出分室が開室した。1991年（平成3年）6月5日には阪急芦屋川駅の東にある大原集会所内に大原分室が開室した。

### 打出分室
1987年（昭和62年）まで本館として使用されていた打出分室の建物は明治中期から明治後期の建築物であるとされる。2009年（平成21年）1月8日には「旧松山家住宅松濤館」の名称で日本国の登録有形文化財に登録された。
村上春樹の小説『風の歌を聴け』（1979年）に登場する「古い図書館」のモデルになった建物は芦屋市立図書館であるとされ、小川洋子の谷崎潤一郎賞受賞作『ミーナの行進』（2006年）では打出分室を登場させ「蔓草が壁面を這い、古めかしい両開きの扉には中国風の飾りがはめ込まれていた」と描写している。